# Sowy
Sowy (Strigiformes) – rząd ptaków z infragromady ptaków neognatycznych (Neognathae). Obejmuje gatunki drapieżne, które przystosowały się do polowania w dzień i o zmroku, choć niektóre gatunki prowadzą nocny tryb jak Tyto alba, Strix nebulosa i Strix aluco to większość gatunków możemy zaliczyć do sów o aktywności dziennej, a dokładnie zmrokowej.  .  Wymarły gatunek sowy wykryto 6 mln lat temu (Miosurnia diurna). Zamieszkują cały świat, poza Antarktydą, prowadząc zasadniczo osiadły tryb życia, lecz niektóre północne populacje koczują lub stały się wędrowne (Aegolius acadicus, Asio flammeus). Do koczujących w Europie zaliczamy też uszatkę i włochatkę. W Polsce występuje 13 gatunków sów.

## Cechy
Sowy nie są blisko spokrewnione ze szponiastymi (Accipitriformes). Wykazują z nimi konwergencję. Wśród cech wspólnych można wymienić: ostre dzioby i szpony, dobry wzrok oraz słuch, zdolność widzenia stereoskopowego, czyli oczy skierowane do przodu, większe o 2,2 razy od innych ptaków tych samych rozmiarów. Różnice to przede wszystkim nocny tryb życia sów oraz ich doskonały słuch.

## Charakterystyka
U sów występuje tzw. odwrócony dymorfizm płciowy – samice są większe od samców. Różnice jednak nie są zwykle tak duże, jak u ptaków szponiastych. Poza tym obie płcie zazwyczaj nie różnią się wyglądem.

### Upierzenie

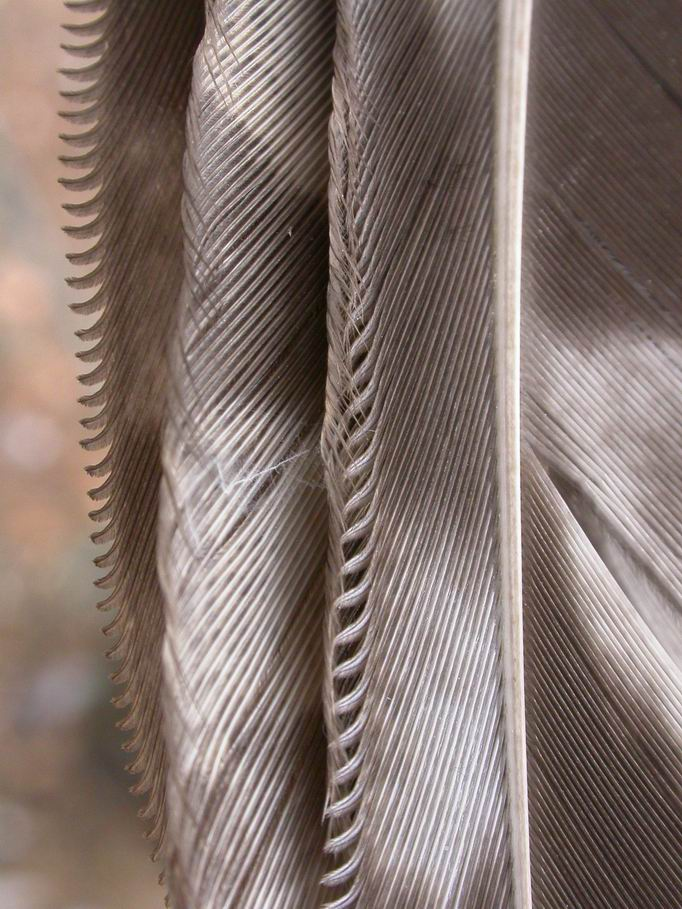
Zbliżenie pióra sowy uszatej (Asio otus)

Upierzenie sów ma zwykle maskujący wzór, w kolorystyce szarej lub brązowej. W porównaniu z ptakami prowadzącymi dzienny tryb życia ich ubarwienie jest bardzo mało zróżnicowane. Gatunki zamieszkujące daleką północ, jak sowa śnieżna, są przeważnie białe, co na śniegu również spełnia funkcję maskującą. Do najbardziej upierzonych w Europie należy  włochatka jako gatunek borealny.
Sowie upierzenie jest gęste i miękkie. Każde pióro na górnej powierzchni chorągiewki pokryte jest aksamitnym puszkiem, w dotyku przypominającym plusz lub atłas. Dzięki temu pióra ocierając się o siebie w czasie uderzeń skrzydeł nie wydają dźwięku – sowa leci bezszelestnie. Ponadto przednie krawędzie lotek położonych najbardziej z przodu są wyposażone w „ząbki” – szczoteczkowaty rąbek. Podobny brzeg mają tylne krawędzie wszystkich lotek. Taka budowa piór najprawdopodobniej zapobiega zawirowaniom powietrza podczas lotu i również sprzyja jego wyciszeniu. Podanych cech nie posiada upierzenie sów żywiących się rybami, które podczas polowania posługują się wzrokiem, a nie słuchem. Gatunki rybożerne mają ponadto nagi skok i palce.

### Zmysły

#### Słuch

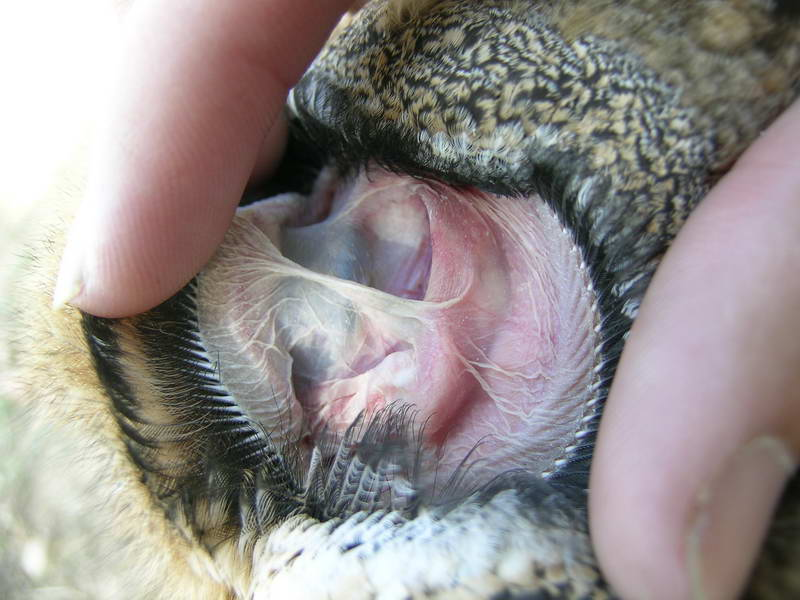
Ucho sowy uszatej (Asio otus)

Sowy słyszą w przedziale 50–21000 Hz. Nie posiadają uszu zewnętrznych, a jedynie otwory słuchowe ukryte pod piórami. „Uszy” widoczne u niektórych sów (np. sowy uszatej) to jedynie pęki piór.

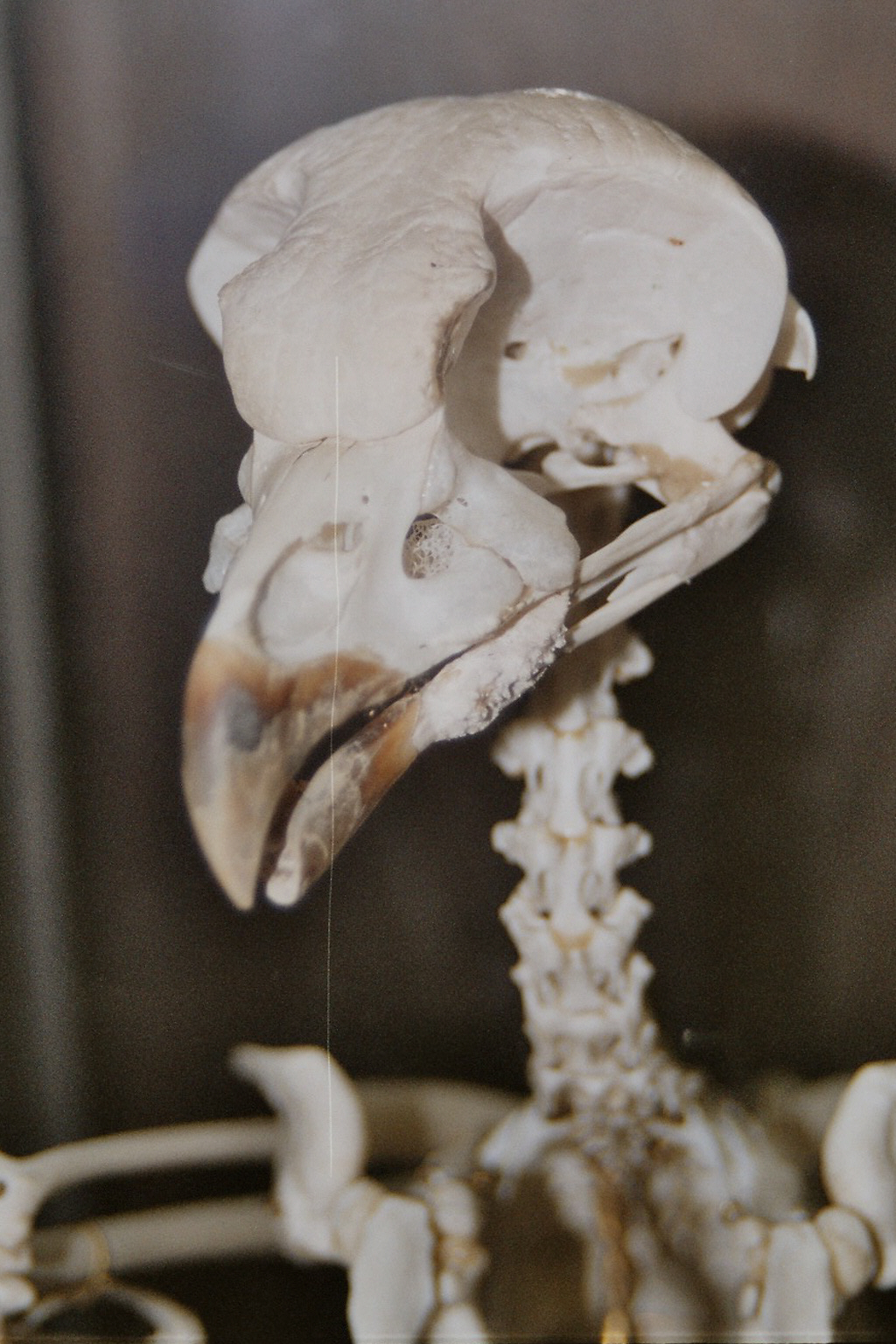
Czaszka puchacza (Bubo bubo)

Wokół oczu i dzioba sowy mają szlarę, czyli promieniście ułożone pióra, sztywniejsze od innych. Funkcją szlary jest skupianie fal dźwiękowych o wysokich częstotliwościach. Działa ona podobnie jak talerz satelitarny lub ręka przyłożona do ucha. W obrębie szlary, na jej krawędzi leżą sowie uszy, otoczone zagłębieniem, przechodzącym dalej w rynienkę w upierzeniu. Dźwięk trafiający do szlary jest kierowany poprzez rynienki do zagłębień i dalej do uszu. Co istotne, otwory słuchowe po obu stronach głowy są ułożone niesymetrycznie, również zagłębienia mają inny kształt. Powoduje to, że dźwięk dochodzi do uszu w różnym czasie i w nieco innej formie. Szlara skupiając fale akustyczne wykorzystuje je w celach nawigacyjnych oraz do polowań z zasiadki potrafi precyzyjnie zlokalizować ofiarę nawet w ciemności. Sowy potrafią rozróżniać zmiany w położeniu źródła dźwięku nawet o 3 stopnie a następnie skierować głowę w kierunku ofiary z dokładnością do 2 stopni. Kilka gatunków sów, w tym płomykówka, puszczyk mszarny czy uszatka potrafią zlokalizować niewidoczną, znajdującą się pod śniegiem ofiarę podczas lotu.

#### Wzrok

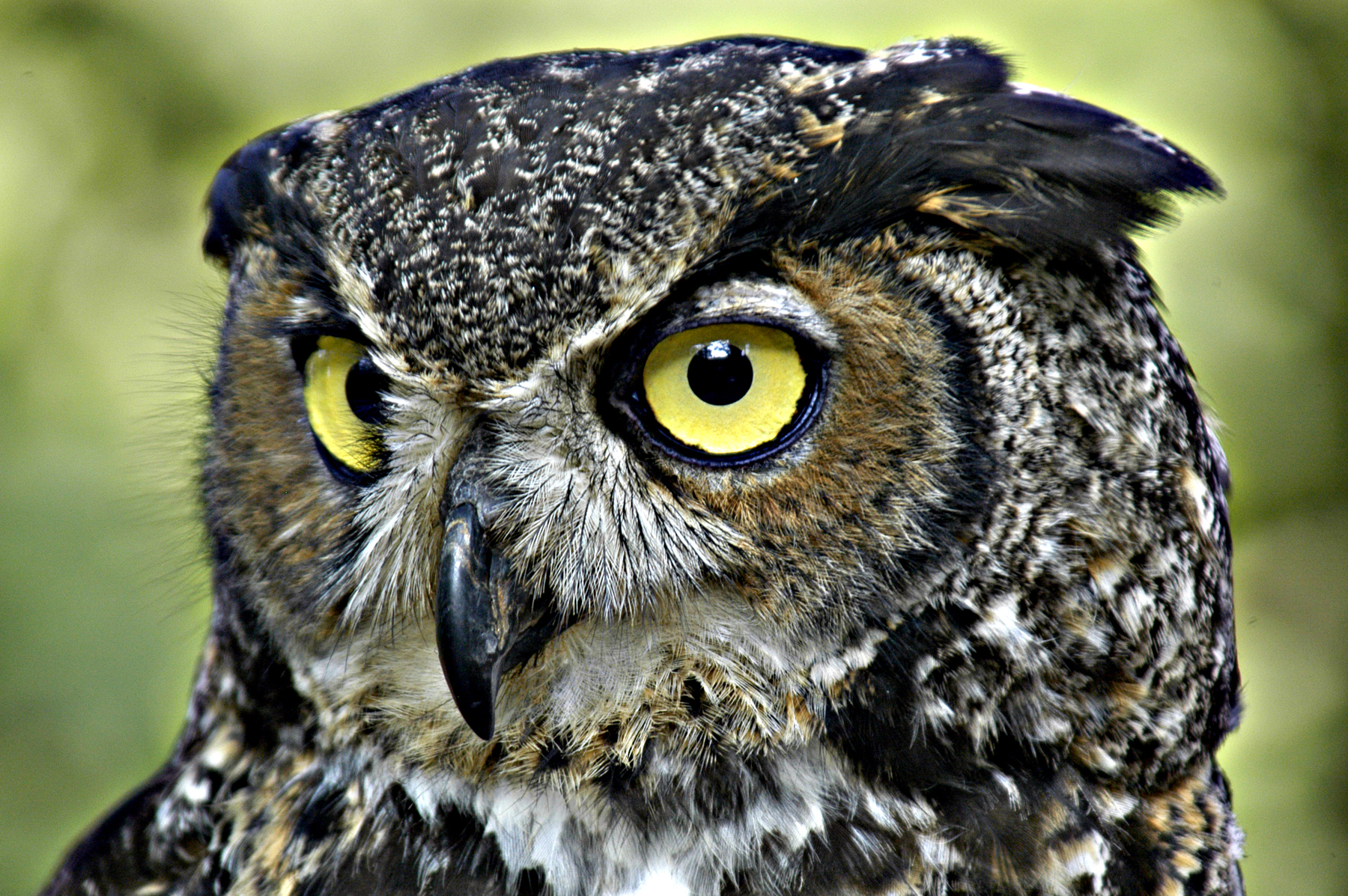
Oczy puchacza wirginijskiego (Bubo virginianus)

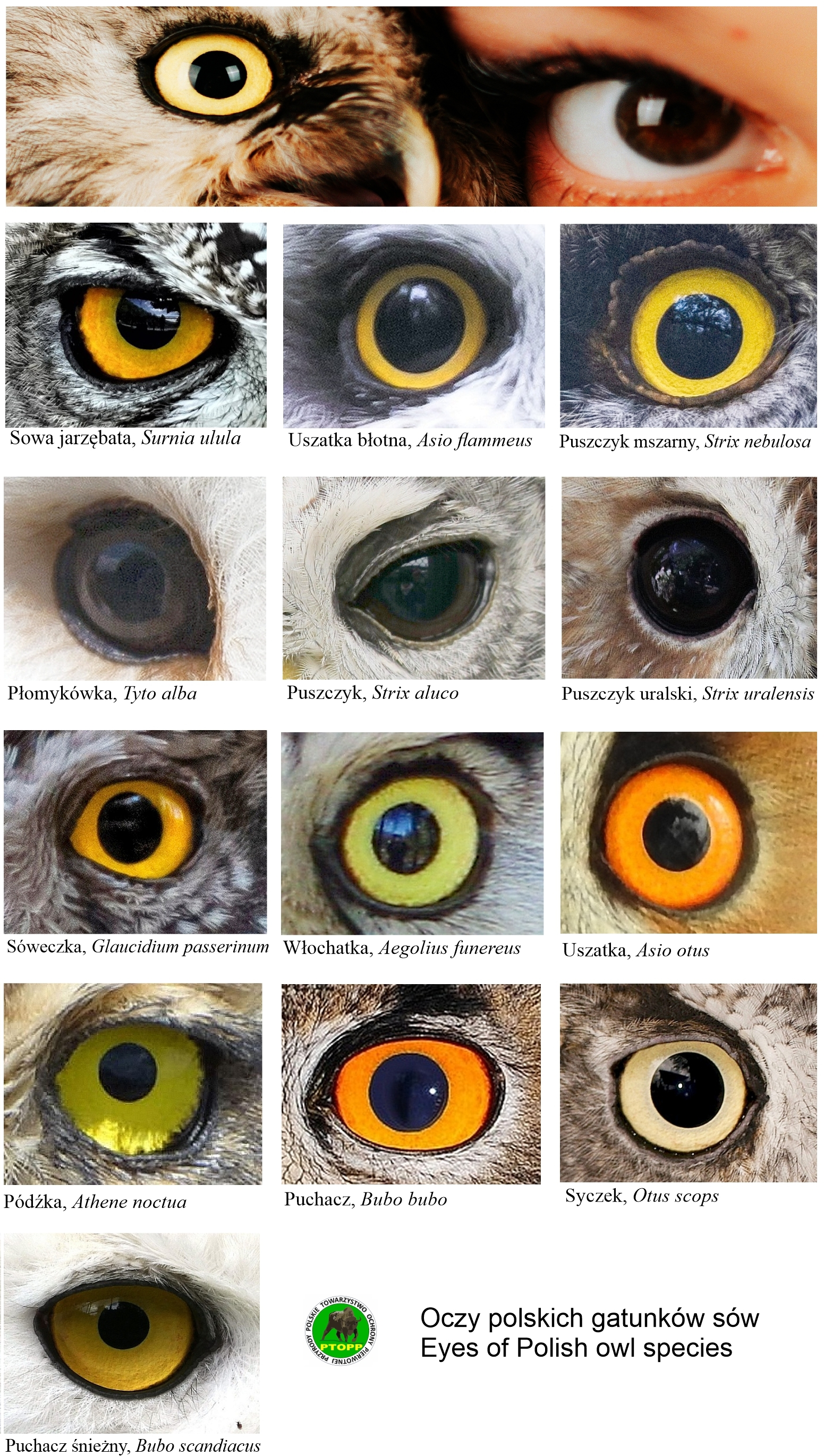
Oczy europejskich sów

Wprawdzie większość sów poluje używając przede wszystkim słuchu, ale charakteryzują się one również doskonale rozwiniętym wzrokiem, dostosowanym do widzenia w słabym oświetleniu. W porównaniu do ptaków dziennych, np. gołębi, oko sowy jest do 100 razy wrażliwsze na światło; w porównaniu do człowieka – do 2,5 razy wrażliwsze. Poszczególne gatunki różnią się między sobą zdolnością widzenia – sowy prowadzące dzienny tryb życia widzą gorzej przy słabym oświetleniu, ale lepiej rozróżniają barwy. 
Sowy o aktywności nocnej mają przeważnie czarne tęczówki, natomiast o aktywności dziennej żółte lub pomarańczowe  
O aktywności dzienno-zmierzchowej są;
puchacz, włochatka,
sóweczka, pójdźka, uszatka błotna, puchacz śnieżny, sowa jarzębata.
Lepsze widzenie w ciemności nie wynika ze zwiększonej wrażliwości siatkówki, a ze specyficznej budowy oka. Sowy mają bardzo duże gałki oczne typu teleskopowego, dwukrotnie większe niż inne ptaki, z długą ogniskową i bardzo dużą źrenicą. Powoduje to, że na siatkówkę pada więcej światła. Za siatkówką znajduje się błona odblaskowa, która dodatkowo wzmacnia jasność widzenia.
Dzięki długiej ogniskowej oczy sów mają także zdolność powiększania obrazu, podobnie jak teleobiektyw. Cylindryczny kształt gałki ocznej pozwolił zwiększyć głębokość oka i tym samym długość ogniskowej bez jednoczesnego znacznego zwiększania rozmiarów i masy głowy. Wadą tego rozwiązania jest zawężenie pola widzenia do ok. 110° – sowy widzą tunelowo, podobnie jak człowiek przez lornetkę. Ponadto oczy sów, ze względu na ich wielkość i kształt, są mało ruchliwe w oczodołach. Ograniczony kąt widzenia rekompensują sobie ogromną ruchliwością szyi – mogą wykonywać obroty głową w zakresie 270°. Natomiast obiekty położone bardzo blisko identyfikują wyjątkowo długimi piórami czuciowymi umieszczonymi wokół dzioba. W przeciwieństwie do większości ptaków, oczy sów są zwrócone do przodu, dzięki temu pola widzenia prawego i lewego oka nachodzą na siebie w zakresie 60–70°. Daje to, w porównaniu do innych ptaków (np. gołąb ok. 0–10°), duży kąt widzenia przestrzennego (stereoskopowego) i ułatwia szacowanie odległości.
Sowy jako jedyne spośród ptaków mrugają używając górnej powieki (oraz dodatkowo tzw. trzeciej powieki – migotki).

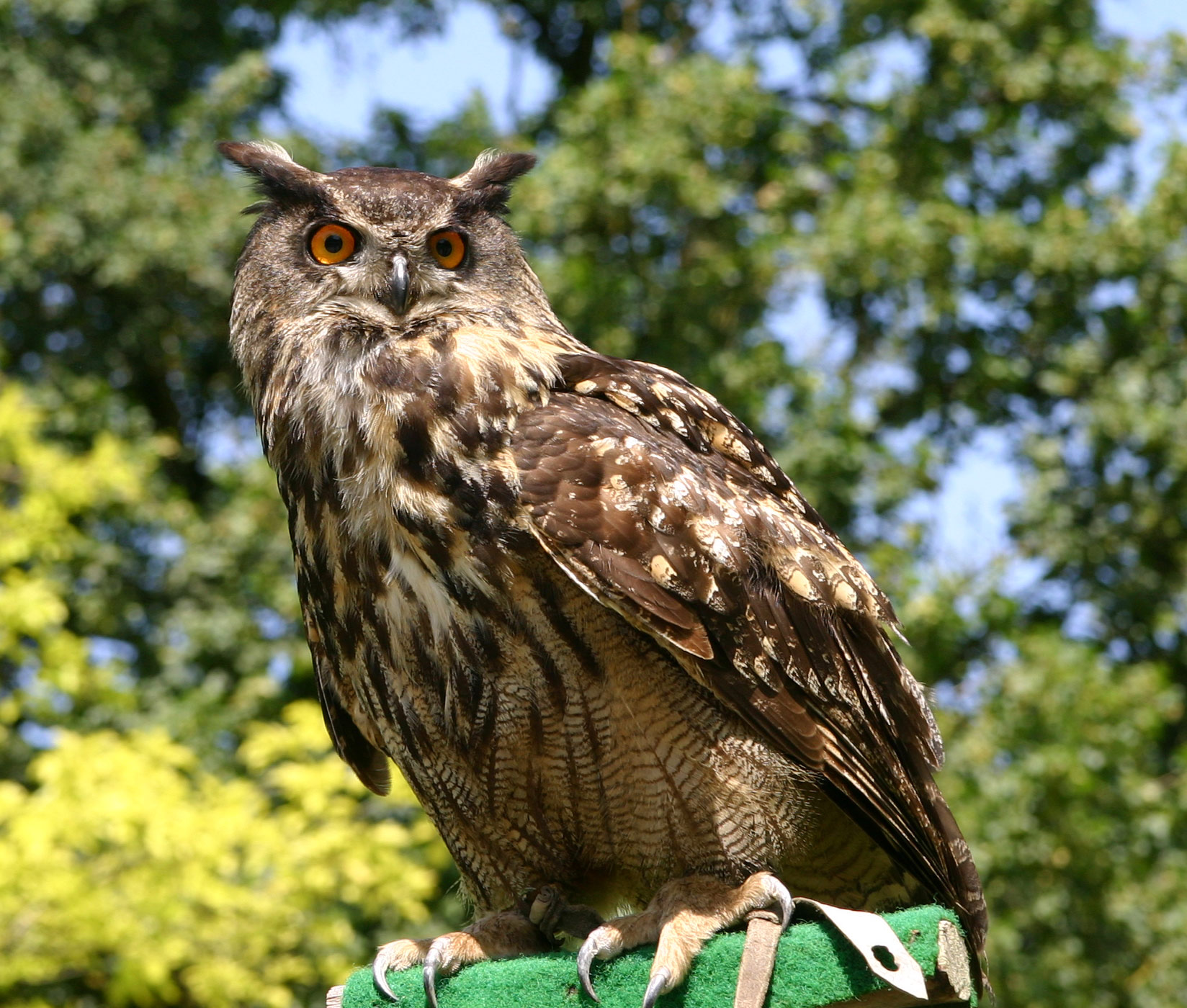
Puchacz, jedna z największych sów

### Rozmiary
Rozmiary sów są bardzo zróżnicowane. Największą sową jest zamieszkujący Eurazję puchacz (Bubo bubo). Rozpiętość jego skrzydeł sięga dwóch metrów, zaś jego długość to około 70 centymetrów. Za to najmniejszą sową jest północnoamerykańska kaktusówka (Micrathene whitneyi), której długość może wynosić tylko 12 cm. Puchacz występuje także w Polsce, jako nieliczny ptak lęgowy. Z kolei występująca u nas sóweczka (Glaucidium passerinum) jest niewiele większa od kaktusówki.

## Środowisko

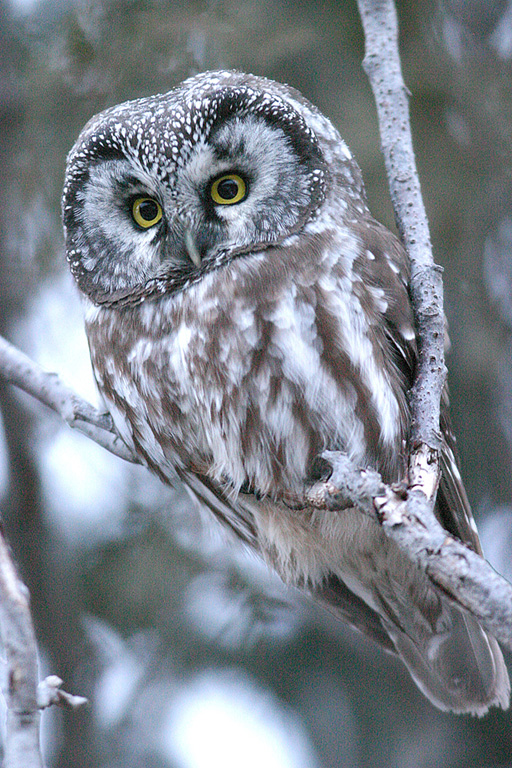
Włochatka – borealny gatunek typowo leśny

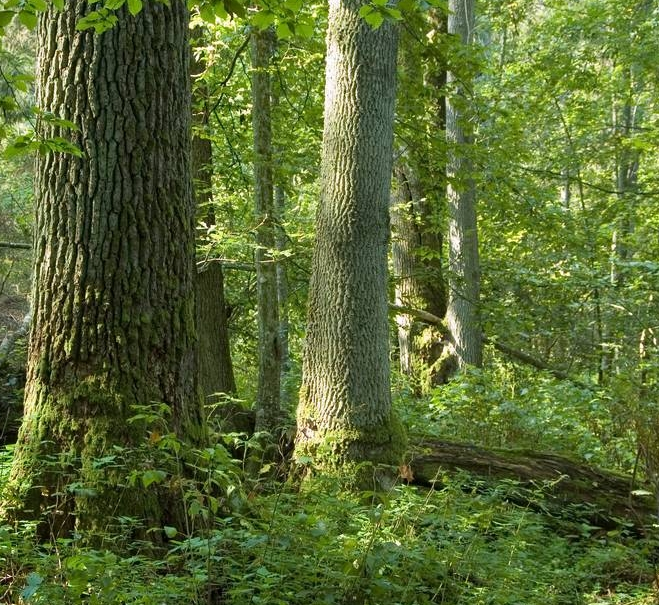
Grądy - optymalne siedlisko puszczyka

Sowy zamieszkują bardzo różnorodne środowiska, ale większość gatunków preferuje lasy, od starych, gęstych drzewostanów (np. puszczyk mszarny, włochatka) po luźniejsze lasy i zadrzewienia, a nawet tereny parkowe czy sady (np. uszatka, puszczyk, syczek). Inne środowiska zasiedlane przez sowy to m.in.:
- arktyczna tundra (puchacz śnieżny)
- tajga (np. sowa jarzębata)
- sawanna (np. sóweczka sawannowa)
- pustynie i inne obszary ze skąpą roślinnością (np. sóweczka kaktusowa, pójdźka ziemna)
- lasy tropikalne (np. puchówka indyjska, puchaczyk czubaty, sowica jastrzębia)
- mokradła i zalesione brzegi rzek (np. rybiarka duża, sowa błotna)
- tereny rolnicze (np. pójdźka, płomykówka).

Niektóre gatunki żyją blisko siedzib ludzkich – np. pójdźka, płomykówka, syczek. W Polsce gatunki sów możemy podzielić na leśne i gatunki obszarów otwartych (pola, łąki, bagna). Do typowo leśnych możemy zaliczyć np. sóweczkę, puszczyka, włochatkę. Sowy gnieżdżą się w dziuplach np. sóweczka, puszczyk, włochatka oraz w gniazdach, często na ziemi, np. puchacz, sowa błotna, uszatka

## Pożywienie

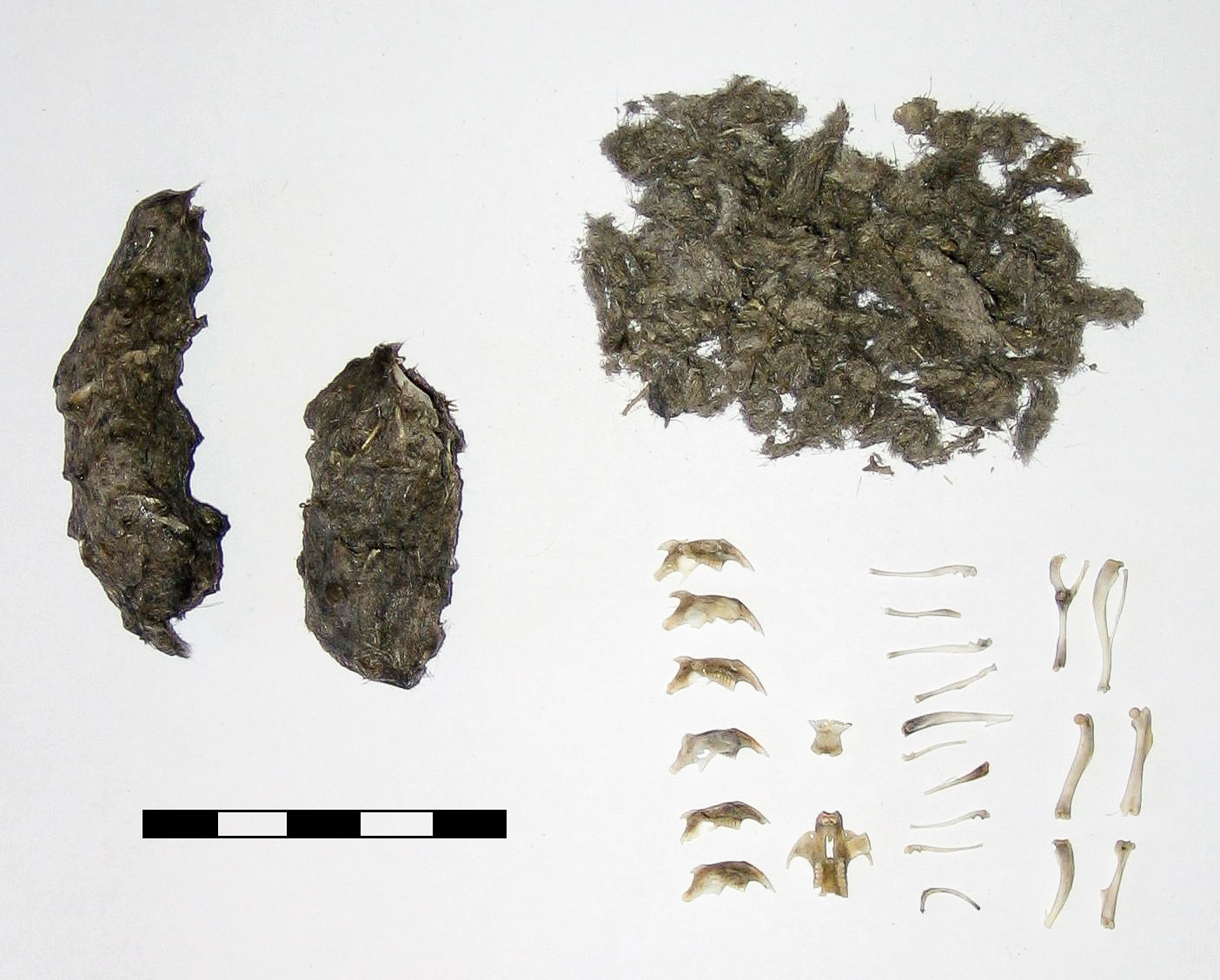
Wypluwki uszatki

Sowy odżywiają się pokarmem zwierzęcym od owadów po ssaki.
Najczęstsze strategie polowań u sów to czatowanie (zasiadka) oraz  rzadziej niski lot patrolowy, zwykle ok. 1–3 m nad ziemią. Niektóre gatunki (jak pójdźka) polują na owady i gryzonie czasami chodząc po ziemi, inne (jak płomykówka, uszatka, sowa błotna) potrafią na krótko zawisać w powietrzu, podobnie jak pustułka; niektóre wreszcie, jak sóweczka, szukają ptaków w koronach drzew.
Niektóre gatunki sów (np. puszczyk) są generalistami pokarmowymi, czyli zjadają to, co jest najłatwiej dostępne i uda im się upolować. Skład ich pożywienia jest więc różnorodny i może być inny u różnych przedstawicieli tego samego gatunku, zależnie od zasobności środowiska. Z kolei inne gatunki sów są specjalistami pokarmowymi, czyli specjalizują się w jednym rodzaju pożywienia (np. płomykówka i uszatka odżywiają się niemal wyłącznie drobnymi gryzoniami, a sowy rybiarki – rybami).
Ofiary są łapane w szpony i uśmiercane uderzeniami dzioba lub przez uduszenie silnym uściskiem. Do przenoszenia zdobyczy sowy wykorzystują zarówno dziób, jak i szpony. Potrafią w locie przemieścić ofiarę z nóg do dzioba. Dorosłe osobniki zazwyczaj połykają ofiarę w całości (o ile jej wielkość na to pozwala), a młodym ofiara podawana jest po rozdrobnieniu. System trawienny sów nie pozwala na strawienie kości, zębów, sierści i piór. W czasie od 8 do 24 godzin po połknięciu pokarmu wydalają więc niestrawione resztki w postaci wypluwki. Jej zawartość można zidentyfikować co do gatunku i dzięki temu możliwe jest dokładne poznanie składu pokarmu sowy.
Niemal wszystkie gatunki sów gromadzą zapasy, składując nadmiar upolowanych ofiar w gnieździe lub jego sąsiedztwie, w dziuplach, na gałęziach, w załomach skał itp.

## Lęgi

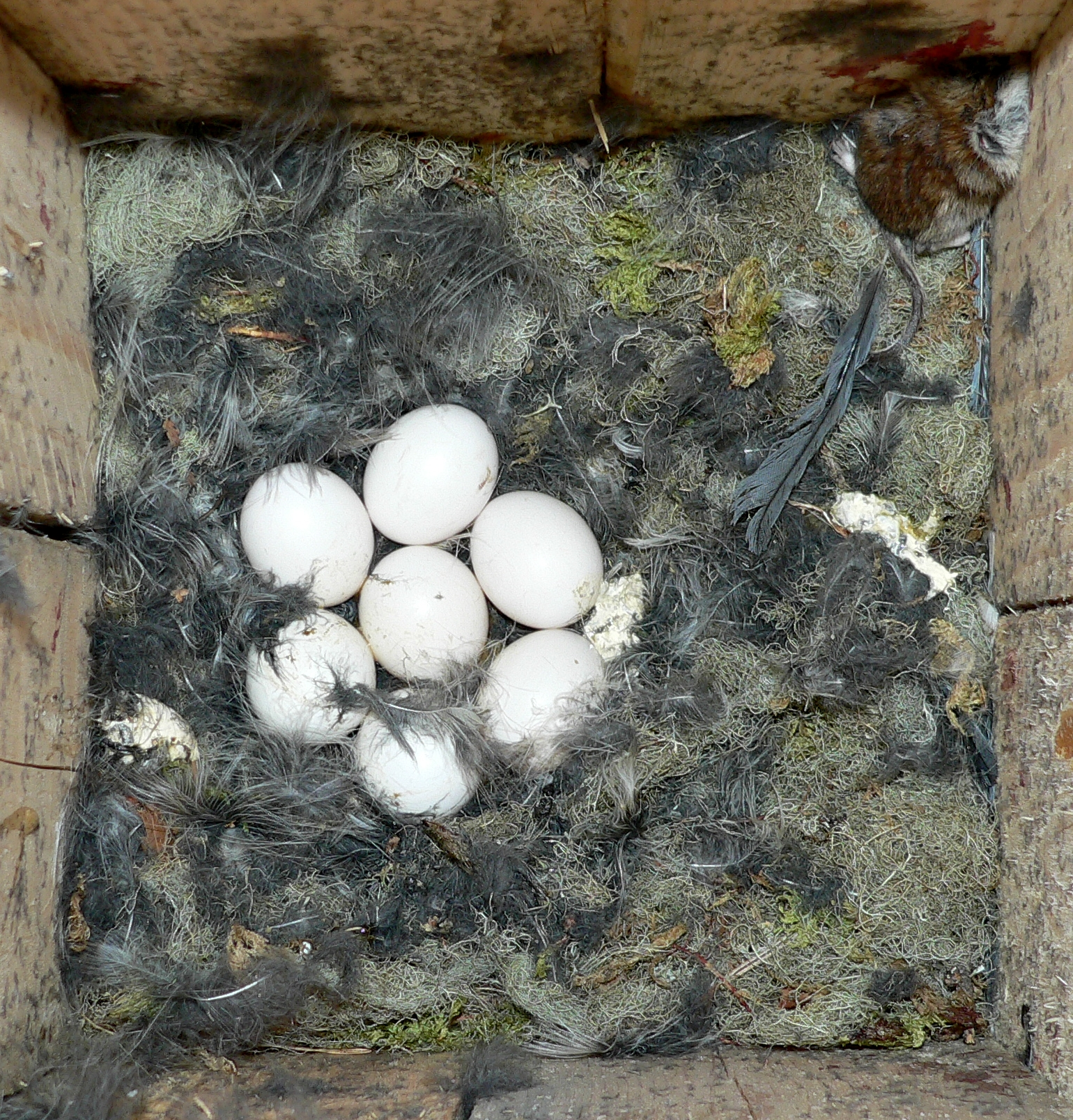
Lęg włochatki (Aegolius funereus)

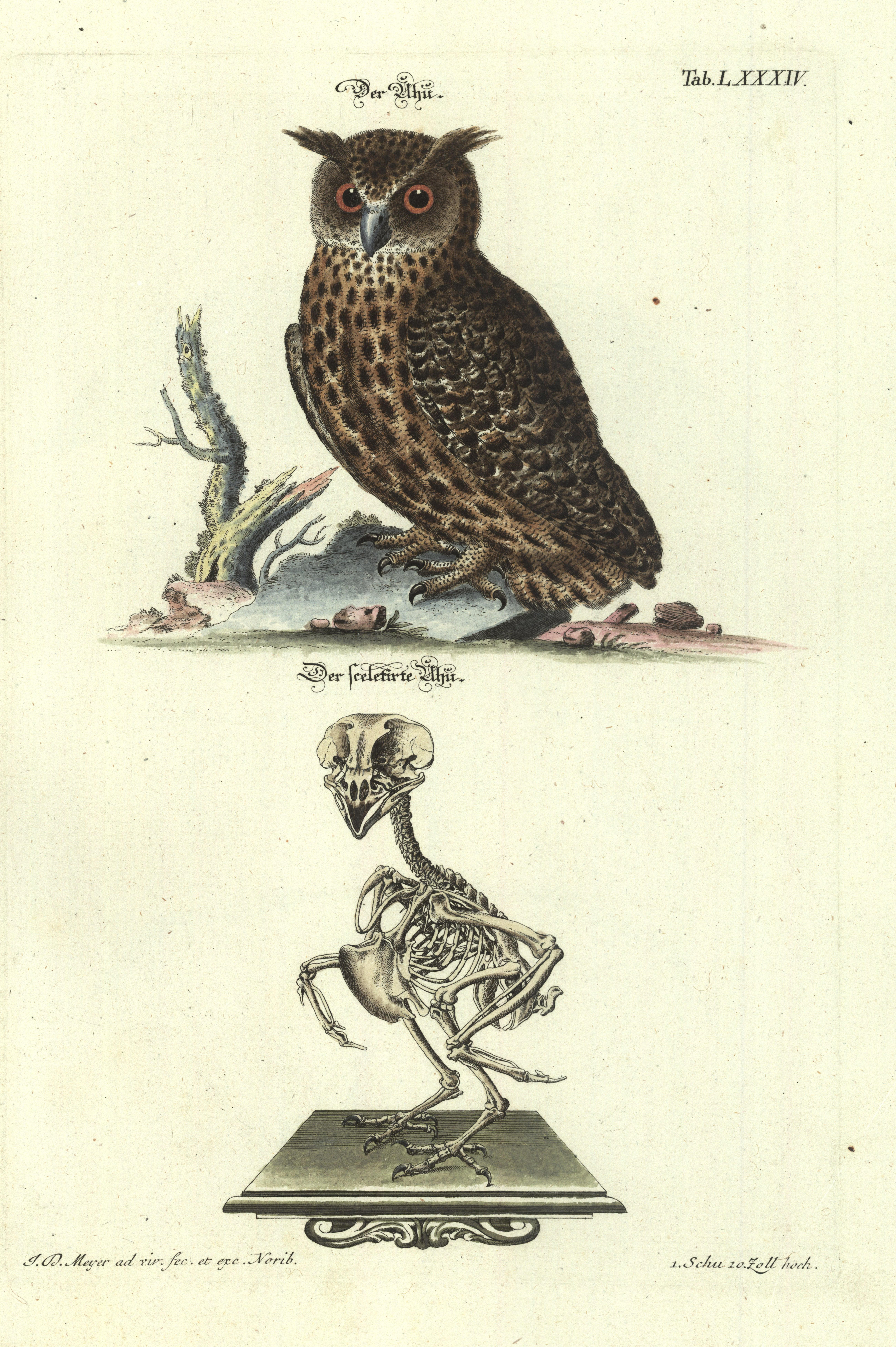
Sowa, miedzioryt kolorowany (Johann Daniel Meyer, 1748)

Okres lęgowy u sów zaczyna się już w lutym, a nawet styczniu (puchacz, puszczyk, puszczyk uralski) i trwa do maja (pójdźka, sóweczka). Płomykówka, uszatka i włochatka regularnie wyprowadzają drugie (a wyjątkowo nawet trzecie) lęgi, do lipca.
Sowy zwykle nie budują własnego gniazda, a jedynie nieco przystosowują miejsce lęgowe. Wykorzystują gniazda opuszczone przez inne gatunki (np. uszatka, puchacz) lub składają jaja bezpośrednio w dziupli (np. puszczyk, sóweczka), na półce skalnej (np. puchacz) czy na ziemi (np. sowa błotna). Pójdźki ziemne zajmują nory w ziemi, wykopane przez małe ssaki lub (rzadziej) samodzielnie. Pójdźki i płomykówki często gniazdują w niszach budynków czy na poddaszach.
Jaja są składane w odstępach 1–3 dniowych. Mają kolor matowobiały i kształt bardzo zbliżony do kulistego. W przeciwieństwie do większości ptaków, sowy zwykle zaczynają wysiadywanie już po złożeniu pierwszego jaja. Pisklęta klują się kolejno, jest więc między nimi różnica wieku. W sytuacji niedoboru pokarmu przeżywają tylko najstarsze (największe i najsilniejsze) ptaki. W większości lęgów najmłodsze pisklęta nie dożywają dorosłości. Młode wykluwają się zazwyczaj nocą i są ślepe, lecz pokryte gęstym, białym lub kremowym puchem. Puch ciemnieje po 1–2 tygodniach, dzięki czemu pisklęta opuszczające gniazdo mają bardziej maskujące ubarwienie.
Samica opiekuje się pisklętami do momentu opuszczenia przez nie gniazda, co może nastąpić po 2–7 tygodniach od wyklucia. Samiec pozostaje w pobliżu, przynosząc samicy i pisklętom pokarm. Młode opuszczają gniazdo, zanim nauczą się latać. U sów gniazdujących w dziuplach pisklęta wychodzą na okoliczne gałęzie i tam przesiadują, domagając się pożywienia od rodziców. Potrafią przelatywać z gałęzi na gałąź, a w razie upadku na ziemię najczęściej są w stanie wspiąć się z powrotem na drzewo, używając mocnych szponów i dzioba.

## Systematyka
Do rzędu należą dwie rodziny:
- Tytonidae Mathews, 1912 – płomykówkowate
- Strigidae Leach, 1820 – puszczykowate

Formy bazalne i o niepewnym pochodzeniu lub niepewnej pozycji systematycznej (wszystkie prehistoryczne):
- Berruornis (późny paleocen, Francja) – przypuszczalnie forma bazalna. Może należeć do rodziny Sophiornithidae[13].
- Strigiformes gen. et ap. indet[14]. (późny paleocen, Zhylga, Kazachstan)[13].
- Palaeoglaux (środkowy/późny eocen, środkowo-zachodnia Europa) – może należeć do własnej rodziny Palaeoglaucidae lub do Strigidae[13].
- Palaeobyas (późny eocen/wczesny oligocen, Quercy, Francja) – może należeć do rodziny Sophiornithidae lub Tytonidae.
- Palaeotyto (późny eocen/wczesny oligocen, Quercy, Francja) – może należeć do rodziny Sophiornithidae lub Tytonidae.
- Strigiformes gen. et spp. indet[14]. (wczesny oligocen, Wyoming, USA)[15].

- Rodzina: Ogygoptyngidae
  - Ogygoptynx (środkowy/późny paleocen, Kolorado, USA)[16][17][13].
- Rodzina: Protostrigidae
  - Eostrix (wczesny/środkowy eocen – środkowo-zachodnia część USA i wczesny eocen – Anglia)[16][18][17][13].
  - Minerva (środkowy/późny eocen, USA) – wcześniej Protostrix, obejmujący „Aquila” ferox, „Aquila” lydekkeri, i „Bubo” leptosteus[19][16][17][13].
  - Oligostrix (środkowy oligocen, Saksonia, Niemcy)[13].
- Rodzina: Sophiornithidae
  - Sophiornis[13].